# Władysław Stasica
Władysław Stasica (ur. 30 września 1913, zm. 20 czerwca 1973) – polski prawnik, pułkownik ludowego Wojska Polskiego, w PRL sędzia aparatu represji wobec działaczy niepodległościowych, adwokat.

## Życiorys
Urodził się 30 września 1913 jako syn Jana. W latach 30. ukończył studia prawnicze na Wydziale Prawa Uniwersytetu Warszawskiego uzyskując tytuł magistra. Po II wojnie światowej został oficerem ludowego Wojska Polskiego, w 1946 był w stopniu majora, później w stopniu podpułkownika i do końca życia w stopniu pułkownika. Od 16 września 1947 do 30 grudnia 1952 był szefem Wojskowego Sądu Rejonowego w Krakowie. Pełnił funkcję przewodniczącego składu sędziowskiego krakowskiego WSR w dziewięciu procesach działaczy niepodległościowych zakończonych wydaniem wyroków kary śmierci, z których 8 wykonano. Skazanymi i straconymi byli Stanisław Król (1947), Franciszek Rapacz (1947), Franciszek Sawina (1947), Bronisław Tomala (1947), Michał Żak (1949/1958), Stefan Balicki (1956). Ponadto był przewodniczącym składu sędziowskiego w procesach działaczy niepodległościowych: Tadeusza Ośki (30 września 1946 skazany na karę śmierci, wyrok wykonano), ks. Władysława Gurgacza (3 sierpnia 1949 skazany na karę śmierci, wyrok wykonano), Kazimierza Pużaka (w 1948 wyrok 10 lat pozbawienia wolności). Później pracował jako adwokat, jako członek Zespołu Adwokackiego nr 14 w Krakowie, od 31 stycznia 1953 do 1973 był obrońcą w postępowaniach przed sądami wojskowymi.
Zmarł 20 czerwca 1973. Został pochowany na Cmentarzu Rakowickim w Krakowie (cmentarzu wojskowym przy ul. Prandoty) 25 czerwca 1973 (kwatera 8 wojskowa, rząd 12, miejsce 11). Jego żoną była Sabina Stasica, romanistka (ur. 21 października 1913, zm. 8 grudnia 2015), z którą miał syna Jacka (ur. 1950, brydżysta, matematyk) i córkę Ludmiłę.

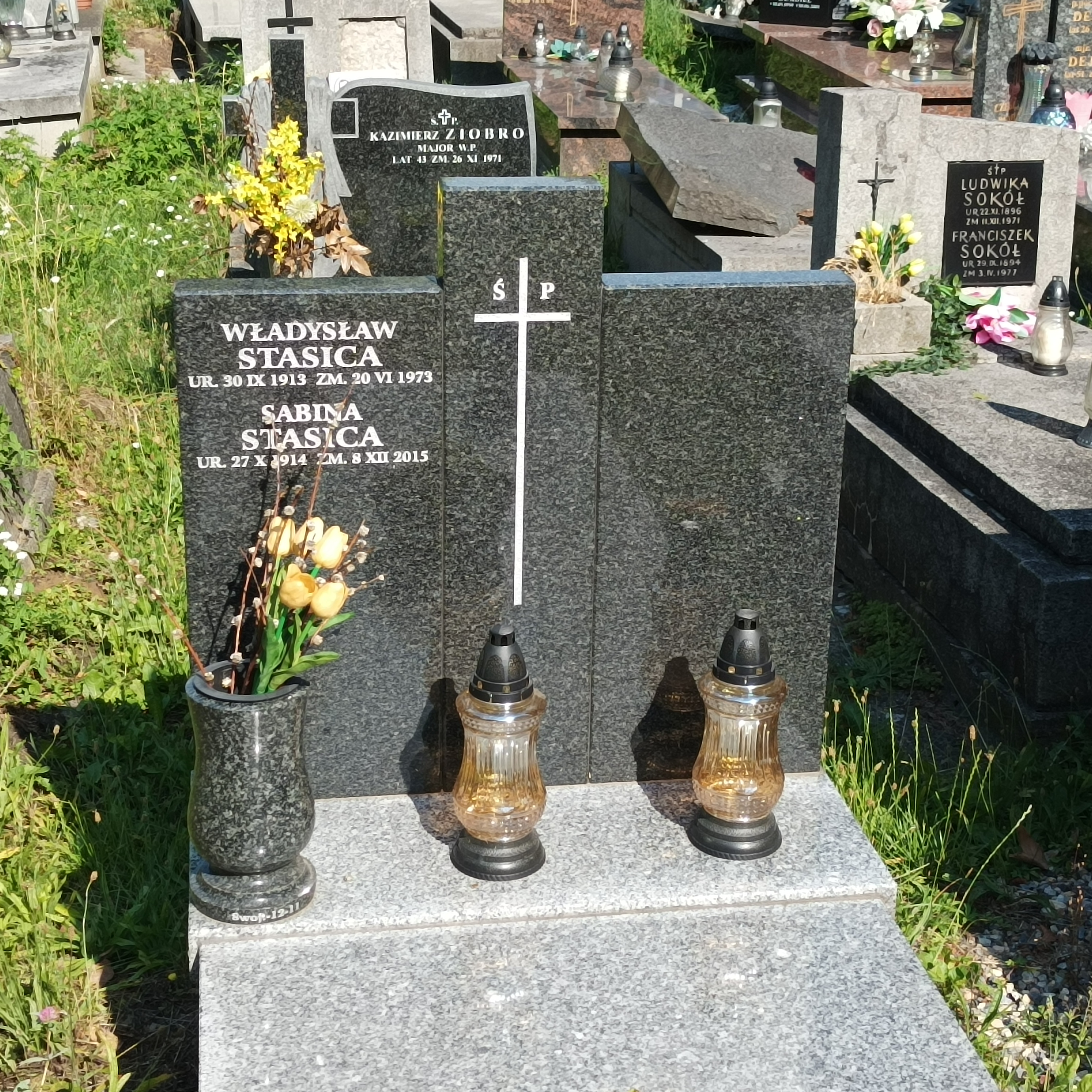
Grób Władysława Stasicy na cmentarzu wojskowym przy ul. Prandoty w Krakowie

## Odznaczenie
- Krzyż Kawalerski Orderu Odrodzenia Polski (17 grudnia 1946, uchwałą Prezydium Krajowej Rady Narodowej za bohaterskie czyny i dzielne zachowanie się w walce z niemieckim najeźdźcą oraz za gorliwą pracę i sumienne wypełnianie obowiązków służbowych)[15]